# 壁宿增十九
飛馬座χ，又名BD+19 27，HD 1013、SAO 91792、HR 45，是飛馬座的一颗恒星，视星等为4.8，位于銀經111.3，銀緯-41.83，其B1900.0坐标为赤經0h 9m 25.6s，赤緯+19° -41.83′ 2″。